# Labné
Ne doit pas être confondu avec Leben.
Le labné ou labneh, plus rarement labna, lebné voire lebni (en arabe : لبنة ; en arménien : լեբնի ; en turc : süzme), est un lait fermenté concentré traditionnel issu du laban égoutté, qui est originaire des montagnes du Liban, un plat typique de la cuisine syrienne, libanaise surtout dans la ville de Chtoura dans la plaine de la Békaa, et dans les localités druzes. Ce plat est commun dans les autres pays du Levant. 
Traditionnellement préparé par égouttage du lait cru fermenté spontanément sous l'action de bactéries lactiques mésophiles, de lait de chèvre. Il est fabriqué dans l'industrie laitière avec les bactéries lactiques thermophiles du yaourt.
Le Labné Ambaris est une spécialité régionale du Chouf au Liban dont la tradition est deux fois millénaire. Le lait  de chèvre cru est fermenté avec du gros sel dans une jarre en terre cuite fermée hermétiquement. L’humidité du lait est évacuée par sudation de la jarre en terre cuite à travers ses micropores. À l’altitude des trois villages où ce lait est produit (Deir El kamar, Ain Zhalta et Niha dans le haut Chouf) il faut entre sept jours et un mois selon la saison pour que le lait se transforme en Labne Ambaris. À noter que cette spécialité n’est pas disponible dans le grand commerce en raison de la rareté du lait disponible. Fadi Moghabghab, maitre-fromager de la maison des sources et le Dr Antoine Haddad œuvrent à la sauvegarde de cette tradition ancestrale.

## Moyen-Orient

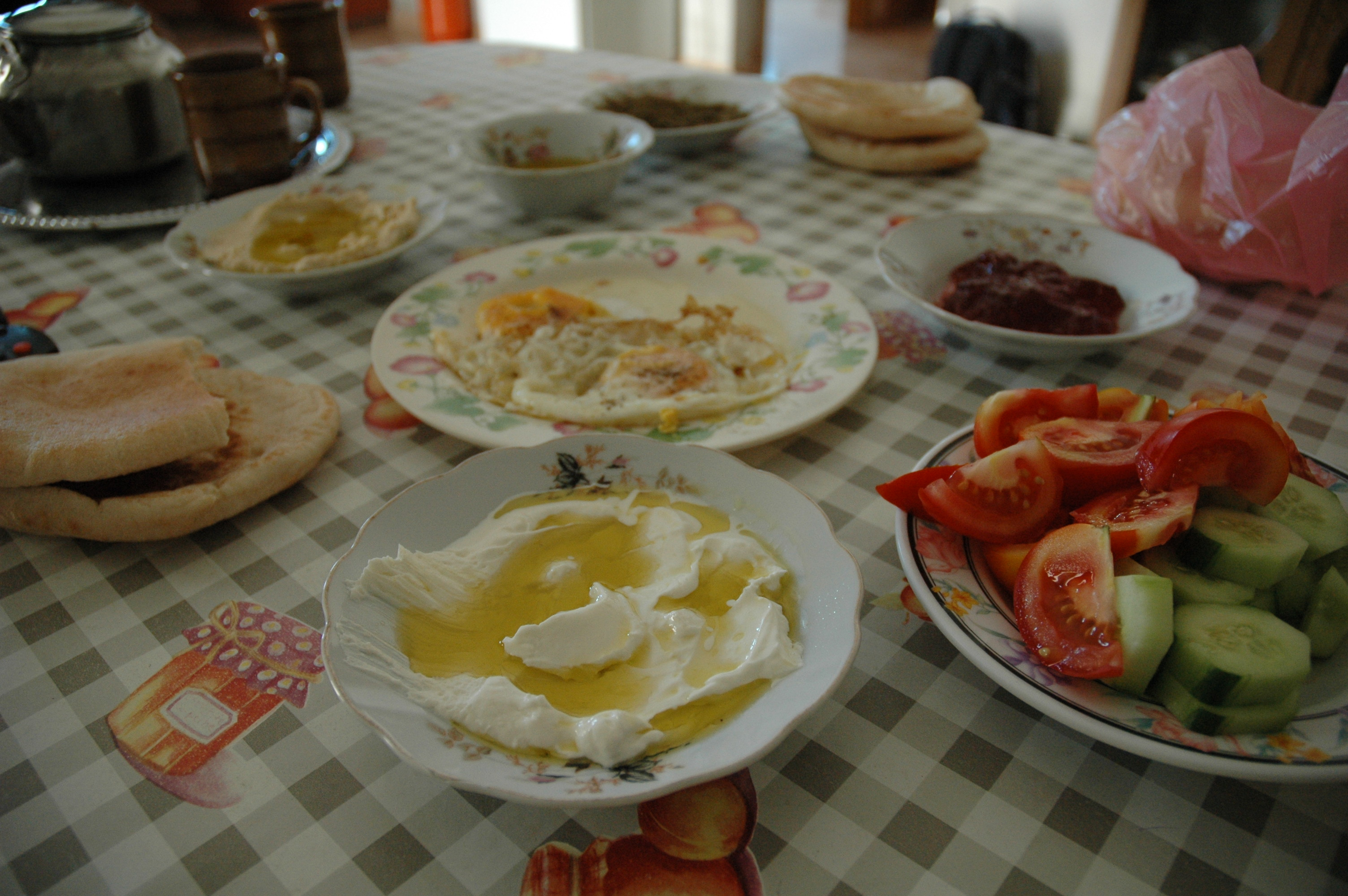
Petit-déjeuner typique avec pain pita, labné à l’huile d'olive et hoummous.

Le labné est préparé en Syrie, au Liban,en Palestine et dans d'autres pays du Levant. Il est issu de lait fermenté (laban), après égouttage dans une étamine ou après concentration dans une outre de peau ou une jarre poreuse, permettant l’évaporation d’une partie de l’eau. 
En production domestique ou artisanale, le lait est bouilli quelques minutes pour détruire les germes. Après refroidissement à 45 °C, il est ensemencé avec du ferment lactique de yaourt. Le coagulum est brassé vigoureusement puis placé dans une étamine pour laisser s'exprimer le lactosérum durant 15 à 20 heures.
Dans l'industrie laitière, la concentration se fait par des méthodes de centrifugation ou d'ultrafiltration.
En Syrie et au Liban, le labneh est préparé suivant deux concentrations : soit aux environs de 22 % de matière sèche (MS) ou 40 % MS. (labneh anbaris). Le premier doit être conservé au réfrigérateur et consommé dans un délai de deux semaines, le second est conservé dans de l'huile végétale à température ambiante et peut être consommé dans un délai de deux ans.
Le labné est fait traditionnellement avec du lait de brebis ou de chèvres, sachant que l'élevage ovin et caprin est commun dans les pays chauds. Mais le lait de vaches est de plus en plus utilisé en raison de sa grande disponibilité toute l'année. Au Liban, la consommation du labné au lait de vache a dépassé celui au lait de brebis (Mohameed, 2004). En Jordanie, l'industrie laitière produit du labné de brebis frais disponible dans les commerces.
Le labné se présente comme une pâte semi-solide, souple et facilement tartinable.
Traditionnellement, le labné est consommé journellement au petit-déjeuner, servi dans une assiette. On verse dessus de l'huile d'olive, du sel, et parfois de la menthe et du piment rouge séchés. On le mange avec du pain et des condiments tels que la tomate, le cornichon, ou le radis... Il fait partie des plats pouvant composer un mezzé.
Il existe en Turquie, un yaourt égoutté nommé süzme ou torba. Traditionnellement, on dispose du yaourt dans une étamine et on laisse s'égoutter le sérum une nuit. L'extraction du sérum améliore la conservation du produit.
En Turquie et dans quelques autres pays, le yaourt non égoutté (lait fermenté) est utilisé pour préparer des soupes ou du yaourt liquide, l'ayran. Au Royaume-Uni, ce produit est vendu sous le nom de yaourt à la grecque.

## Composition chimique du labné
Un des composés aromatiques majeur du yaourt, l'acétaldéhyde, se retrouve dans le labné avec des concentrations variables suivant les méthodes de production : avec 9,90 mg kg−1 pour le labné traditionnel et 22,80 mg kg−1 pour le labné obtenu par ultrafiltration de yaourt chaud.
Si le labné est obtenu traditionnellement du rayeb, ses composés aromatiques volatils sont les mêmes : l'acétaldéhyde, l'éthanol, le diacétyle et l'acétoïne.

## Microbiologie du labné
Les deux bactéries lactiques spécifiques du yaourt sont généralement utilisées pour produire le labné : Lactobacillus delbrueckii subsp. bulgaricus et Streptococcus thermophilus. Du fait de la concentration, le nombre de bactéries viables se retrouvent avec des teneurs plus élevées : de l'ordre du milliard pour chacune d'elles (environ 1-3 x 109 cfu g−1) et avec la même proportion de 50 % / 50 % que lors de l'ensemencement par les ferments.
Les contaminants principaux du labné sont les moisissures.